# Ischyja neocherina
Ischyja neocherina är en fjärilsart som beskrevs av Butler 1877. Ischyja neocherina ingår i släktet Ischyja och familjen nattflyn. Inga underarter finns listade i Catalogue of Life.